# روبرت ماكفرلين
روبرت ماكفرلين (بالإنجليزية: Robert McFarlane)‏ (و. 1937 – م) هو ضابط من الولايات المتحدة الأمريكية .

## التعليم
تعلم في أكاديمية الولايات المتحدة البحرية.

## روابط خارجية
- روبرت ماكفرلين على موقع الموسوعة البريطانية (الإنجليزية)
- روبرت ماكفرلين على موقع مونزينجر (الألمانية)
- روبرت ماكفرلين على موقع إن إن دي بي (الإنجليزية)